# Lucusta

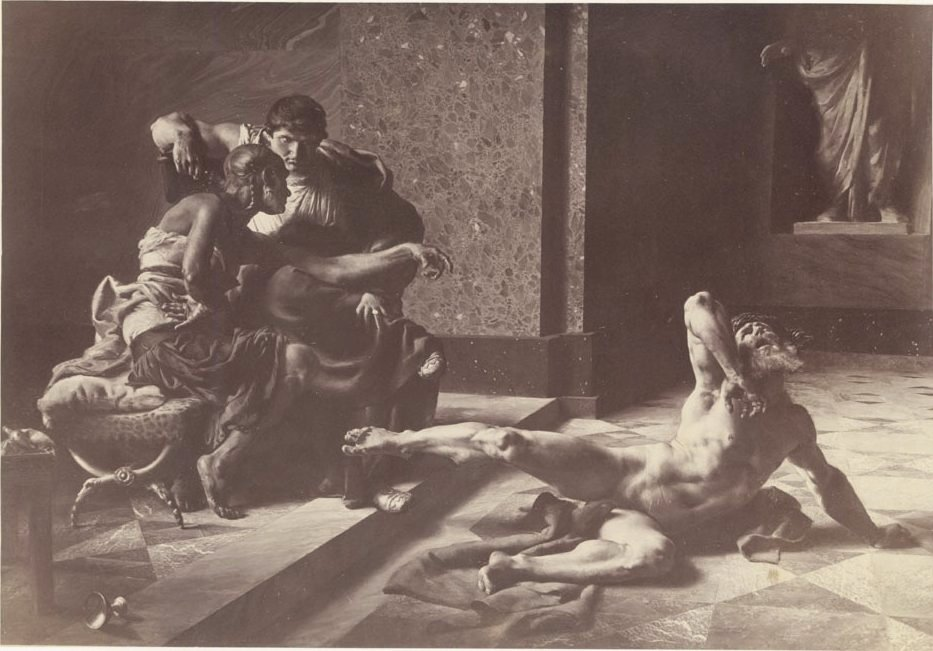
Lucusta test in Nero's aanwezigheid het voor Britannicus bestemde gif (Joseph-Noël Sylvestre, 1876).

Lucusta of Locusta was een beruchte Romeinse gifmengster en mogelijk de eerste historisch geattesteerde seriemoordenares. Zij werd gezegd het vergif te hebben bereid, waaraan keizer Claudius en Britannicus stierven.
Volgens Tacitus en Cassius Dio was Lucusta in 54 n.Chr. gearresteerd en veroordeeld wegens gifmengerij, maar wist Julia Agrippina minor, Claudius' echtgenote, - die haar tijdens haar ballingschap op de Pontijnse Eilanden had leren kennen - haar hebben gevraagd een vergif te maken om haar echtgenoot te doden.
Het jaar daarop zou Nero haar een gif hebben laten maken om zich van zijn stiefbroer Britannicus te ontdoen. Omdat haar eerste gif deze laatste enkel diarree bezorgde, riep Nero haar bij zich om in zijn aanwezigheid een krachtiger gif te brouwen. Toen haar tweede gifmengsel effectief bleek te zijn, beloonde hij haar niet enkel met landgoederen maar ook met vrijstelling van vervolging én leerlingen om haar gifmengkunsten aan door te geven.
Hij zou tevens een gif van haar op zak hebben gehad, toen hij op de vlucht was, maar dit niet durven hebben in te nemen.
Onder Galba werd zij ter dood gebracht.